# Austin Currie

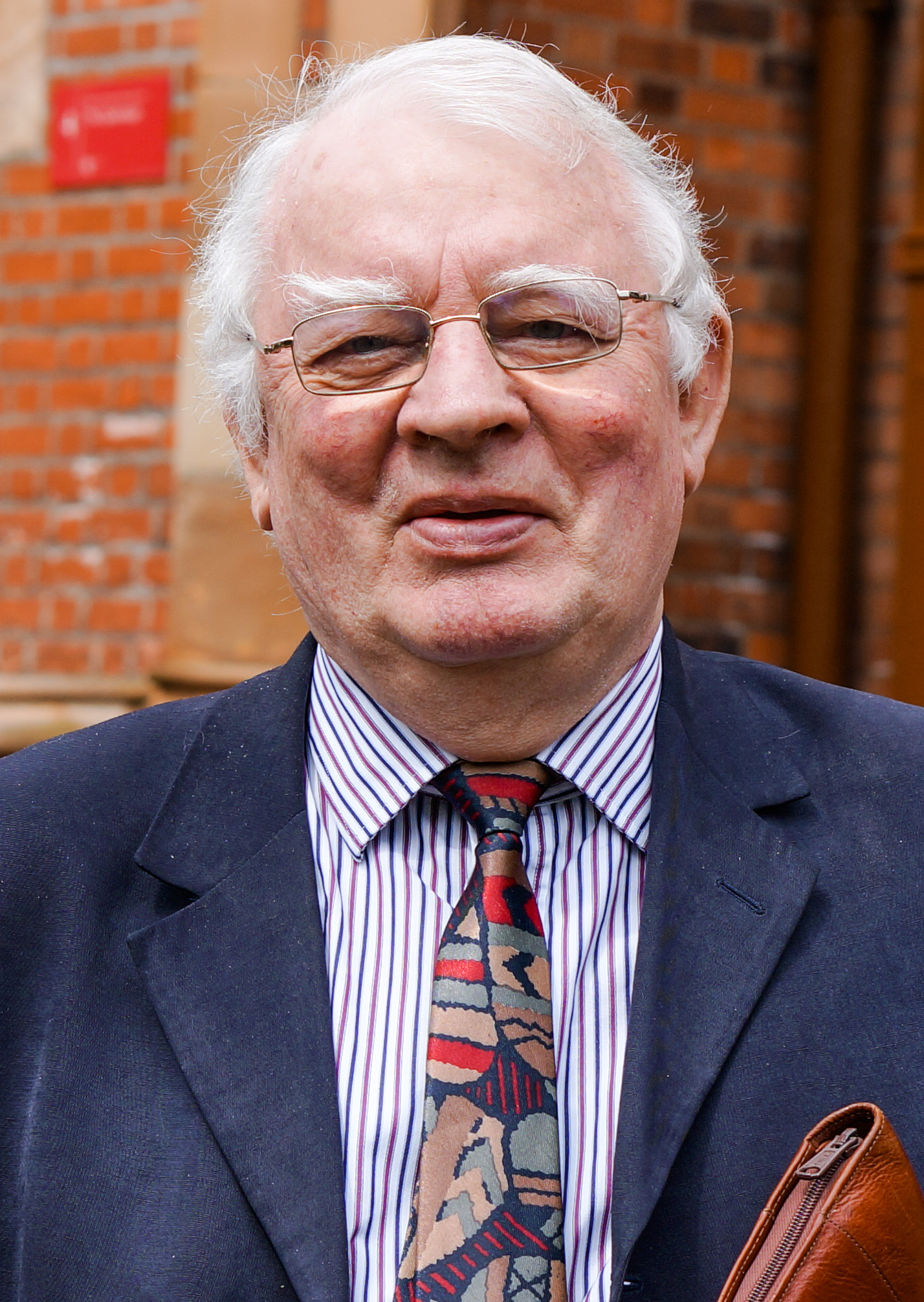
Austin Currie (2014)

Joseph Austin Currie (* 11. Oktober 1939 in Coalisland bei Dungannon, County Tyrone, Nordirland; † 9. November 2021 in Derrymullen, County Kildare, Irland) war ein nordirischer und irischer Politiker der Fine Gael und Teachta Dála.
Austin Currie wuchs in Dungannon im nordirischen County Tyrone als eines von elf Kindern auf und studierte ab 1961 an der Queen’s University Belfast Neueste Geschichte und Politikwissenschaften. Dort lernte er auch seine spätere Frau Annita kennen, die er 1968 heiratete. Mit ihr hatte er fünf Kinder, darunter die Senatorin Emer Currie. 
Currie engagierte sich in der nordirischen Bürgerrechtsbewegung (NICRA). 
Bei einer Nachwahl 1964 im Wahlkreis East Tyrone wurde er in das House of Commons, das Unterhaus des Parliament of Northern Ireland, gewählt. Bis zur Auflösung des nordirischen Parlaments durch die britische Regierung 1972 behielt er diesen Sitz.
1970 war er einer der Mitbegründer der Social Democratic and Labour Party in Nordirland. Die Wahlen zum British Parliament 1979 und 1986 blieben für ihn ohne Erfolg. Er zog daraus die Konsequenz, mit seiner Familie in die Republik Irland, ins County Kildare, zu ziehen. Er trat 1989 in die Fine Gael ein und kandidierte erfolgreich im Wahlkreis Dublin West.
1990 trat er bei der Präsidentschaftswahl an, unterlag jedoch mit 17 % der Stimmen. 1992 konnte er den Sitz im Dáil Éireann verteidigen.
In der Regierung Bruton wurde Currie am 20. Dezember 1994 zum Staatsminister im Erziehungs- und im Justizministerium sowie des Gesundheitsministeriums mit der Zuständigkeit für die Kinder (Minister of State at the Department of Education (with special responsibility for Children)). Mit der Neubildung der Regierung schied er am 26. Juni 1997 aus diesen Ämtern aus. 
1997 wurde er wieder in den Dáil Éireann gewählt, 2002 schied er jedoch infolge der Wahlen aus. 
Nach seinem Tod in Derrymullen wurden seine sterblichen Überreste nach Edendork im County Tyrone überführt und dort im Grab seiner Eltern bestattet.
Seine Tochter Emer wurde 2024 in den Dáil Éireann gewählt.